# Distretto di Schöneberg
Il distretto di Schöneberg (in tedesco Bezirk Schöneberg) era un distretto della città tedesca di Berlino.

## Storia
Il distretto di Schöneberg fu creato nel 1920 in seguito alla legge istitutiva della “Grande Berlino”, con la quale venivano annessi alla capitale tedesca una serie di città, comuni rurali e territori agricoli dell’immediato circondario.

Il distretto, indicato con il numero 11, comprese le aree fino ad allora costituenti la città di Schöneberg e il comune rurale di Friedenau.
Nel 1945 il distretto fu assegnato al settore di occupazione statunitense e quindi a Berlino Ovest.
Nel 2001, nell’ambito della riforma amministrativa dei distretti berlinesi, il distretto di Schöneberg venne fuso con il distretto di Tempelhof, creando il nuovo distretto di Tempelhof-Schöneberg.
L’area dell’ex distretto di Schöneberg corrisponde oggi ai quartieri di Friedenau e di Schöneberg.